# Segnale orario
Il segnale orario è in astrometria e in scienze della terra un servizio nazionale o internazionale per avere in un luogo l'esatto tempo universale (UT) e il tempo coordinato universale (UTC) fornito da radiotrasmettitori. Dall'introduzione del servizio di geolocalizzazione GPS si può avere anche la posizione sulla terra da un servizio satellitare.
Durante l'antichità e il medioevo l'ora locale veniva misurata con le meridiane o con l'osservazione degli astri.
Con l'inizio del XX secolo, iniziano ad esistere servizi di segnale orario nazionali dati da istituti di fisica e astronomia. come il Bureau International de l'Heure (BIH) a Parigi.
Con l'avvento della tecnologia radio e della fisica atomica, sono nati servizi internazionali di orologi in rete con orologi atomici o al maser, con errori di misurazione infinitesimali. Nascono così sistemi di conteggio del tempo atomico (AT) e di tempo universale (UT1 e UTC) con errori dell'ordine di nanosecondi. Tal sistemi sono identificati con una sigla come ad esempio AT(PTB) che sta per tempo atomico del Physikalisch-Technische Bundesanstalt a Braunschweig o UTC(BEV) che sta per Universal Time del Bundesamt für Eich- und Vermessungswesen a Vienna.
Per compensare gli errori dovuti ad esempio alla rotazione terrestre sono implementati sistemi geodetici con osservazioni radioastronomiche, come nel servizio IERS.

## Segnale orario in Italia
Veniva diffuso dalla Rai sulle emittenti televisive (ora trasmesso solo durante problemi tecnici) e attualmente (luglio 2025) viene diffuso sulle reti radiofoniche. Fino al 31 dicembre 2016 è stato  gestito dall' Istituto elettrotecnico nazionale Galileo Ferraris e  Istituto nazionale di ricerca metrologica di Torino, mentre dal 1º gennaio 2017 l'azienda pubblica radiotelevisiva si autoproduce il segnale dagli studi di Via Asiago a Roma.

### Storia
L'attività di disseminazione di segnali di tempo campione, è iniziata nel 1942 con l'invio alla Rai dei segnali orari ed è stata successivamente estesa con le trasmissioni di tempo e frequenza campione su onde corte (IBF, 1951), con l'esecuzione di misure giornaliere sui segnali di sincronismo di quadro televisivi per il confronto di oscillatori remoti (1970), con l'aggiunta del codice di data sui segnali orari Rai (1979), con la generazione di un codice telefonico di data distribuito via modem (1991), ottenibile selezionando i numeri +39 011 3919 263/264, e con quella di un servizio NTP (Network Time Protocol) di disseminazione su rete informatica (indirizzi ntp.inrim.it, ntp1.inrim.it, ntp2.inrim.it).

### Radio
Nelle trasmissioni radio della Rai il segnale orario è costituito da una serie di impulsi sonori preceduta da una sequenza di toni audio a variazione di frequenza contenenti varie informazioni sulla data, l'ora, eventuale ora estiva ed altro. La sequenza di codici che precede la lettura dell'ora esatta è un segnale orario codificato Segnale orario Rai codificato (SRC) che viene generato dalla Rai stessa ed è utilizzato per diffondere capillarmente in tempo reale in Italia la scala di tempo nazionale UTC. Questo segnale viene generato ogni minuto partendo da uno strumento atomico (al cesio) nella sede Rai di Roma. Dalla sede stessa il segnale di tempo viene quindi trasmesso quando è ritenuto opportuno (solitamente ogni ora o alla mezz'ora o prima dei giornali radio al minuto 45, salvo eccezioni soprattutto in concomitanza con radiocronache dirette di eventi sportivi o di avvenimenti di grande importanza).
Il segnale è costituito da due segmenti di codice generati a partire dal secondo 52 e 53 di ogni minuto, la cui durata è rispettivamente di 960 e 480 millisecondi. Il codice prevede l'impiego di due toni in banda audio: un tono a 2 kHz ed uno a 2,5 kHz; ogni tono ha una durata di 30 millisecondi.
La serie di impulsi che segue è costituita da sei impulsi di riferimento della durata di 100 millisecondi, emessi ogni secondo partendo dal 54 e saltando quello che dovrebbe stare al secondo 59. Ciascun impulso è costituito da 100 cicli di una sinusoide alla frequenza di 1000 Hz.
Dal 1998 il segnale orario radiofonico potrebbe essere seguito da annunci commerciali.
Negli ultimi giorni del 2016 era stata annunciata la sospensione del servizio del segnale orario in radio dal 1º gennaio 2017. Il contratto tra Rai e INRIM si sarebbe estinto il 31 dicembre 2016. Con l'avvento della TV digitale infatti, il segnale SRC (Segnale orario Rai Codificato) radiotrasmesso non è più idoneo a garantire un'accurata precisione del tempo, pertanto la Rai decise di eliminarlo. In realtà la sua trasmissione continuò anche nel 2017. Pur terminato il contratto con l'INRIM la Rai continua a inviare il segnale, autoproducendolo dai suoi studi di via Asiago a Roma. In questo modo la Rai, pur non garantendo più la precisione al secondo dell'ora esatta, ha mantenuto in diffusione il caratteristico trillo e il relativo annuncio dell'ora.
Su Radio 105, il segnale orario è presente all’interno del programma Tutto Esaurito, uno dei morning show più seguiti dell’emittente. In questo contesto, il segnale non è solo funzionale all’indicazione dell’orario esatto, ma è spesso accompagnato da scenette umoristiche che lo rendono parte integrante dello stile ironico e irriverente della trasmissione.

### Televisione
Sulle reti televisive Rai il segnale orario andava in onda abitualmente prima delle edizioni principali dei telegiornali (ad es. il TG1 delle 20:00, pratica ormai in disuso), ma il suo uso principale era ed è tuttora quello di riempitivo in caso di un problema tecnico, durante qualche sciopero e per colmare i tempi morti. Spesso allo scoccare dell'ora si può udire il medesimo segnale sonoro-vocale diffuso alla radio. Negli ultimi anni, a causa dell'affollamento pubblicitario, il segnale orario è stato sempre meno usato.

#### Cronologia della grafica

Il segnale orario del 2000

- La prima grafica, usata fino al 1977 consisteva in un orologio a caratteri bianchi, generato mediante titolatrice elettronica e sovrastato dalla dicitura ORA ESATTA, il tutto su sfondo nero.[7]
- Dal 1977 viene utilizzata una grafica con uno sfondo blu, la scritta rai in stampatino in basso a sinistra. Il quadrante dell'orologio rimane bianco, ma con una grafica diversa rispetto al primo modello. Su di esso c'erano solo linee e punti, ma l'unico numero rimasto è il 12. Il logo viene conformato al vero logo aziendale nel 1983.[8]
- Dal 1985 il logo RAI appare in alto a sinistra e accompagnato dalle scritte sottostanti in colonna RADIO TELEVISIONE ITALIANA. La grafica del quadrante assume un nuovo aspetto (senza numeri, con solo linee e punti ad indicare ore e minuti).
- Dal 1986 il logo viene spesso sostituito da un riquadro video con degli spot pubblicitari.
- Dal 1989 il logo RAI diventa meno rotondo e con le lettere staccate.
- Dal 1993 la grafica cambia ulteriormente, presentando uno sfondo blu ancora più scuro. Il logo RAI in alto a sinistra diventa tridimensionale e sparisce la scritta RADIO TELEVISIONE ITALIANA. A sinistra del quadrante talora vi sono scritte delle massime o delle frasi di buon senso (ad esempio: "Il mondo finì in una discarica. Abusiva."; "La pista è in discoteca. Fuori, rallenta."; "Chi inquina prima o poi beve l'acqua."; "Allo stadio non finire nel pallone."; "La ricevuta sarebbe meno fiscale se tutti la facessero"; "Chi maltratta la donna rischia una costola. di Adamo"; "Il buco dell'ozono ci mette a Terra"; "«Abbassa la radio», disse l'orecchio del tuo vicino."; "Con il vaccino il virus non ha influenza."). Viene altresì introdotto un sottofondo musicale, che sostituisce completamente il segnale vocale, consistente nella riproduzione in loop dei primi 26 secondi del brano Romanza graziosa di Claudio Gizzi. Dal 1994, per il TG3 Mattino (sostituito dal 1999 dal simulcast di Rai News 24) viene utilizzata una versione con lo sfondo verde; sotto al logo RAI appare la scritta tra poco l'aggiornamento del tg3 e dietro al quadrante appare la testina rotante della sigla del TG3.[9]
- Nel 1998 viene introdotta una variante grafica del segnale orario che celebra l’avvento dell'euro. Il logo RAI viene spostato in alto a destra e rimpicciolito e al suo posto comparivano a cerchio le stelle della bandiera dell’Unione europea con all’interno la facciata posteriore della moneta da 1 euro. Al di sotto di questi elementi vi era la scritta “€URO” con uno slogan promozionale.[10]
- Dal 2000 viene utilizzato uno sfondo grigio sfumato tenuemente dinamico e non vi sono più le frasi di buon senso, al suo posto potrebbe apparire il bollettino neve. La musica di sottofondo viene rimossa, lasciando spazio al Segnale orario Rai codificato (SRC). In questo periodo si assiste a una drastica riduzione dell'impiego del segnale orario.[11] Nel 2014, a causa di un problema tecnico su Rai 2 si è scoperta la nuova grafica con il logo del 2010.

### Stazioni del servizio internazionale dell'ora

#### Stazione radioelettrica con nominativo IBF
La stazione dell'Istituto elettrotecnico nazionale Galileo Ferraris trasmetteva da Torino (45° 2' N 7° 42' E) dei segnali di tempo e frequenza campioni provenienti dal laboratorio dell'istituto con il nominativo radiotelegrafico IBF in onde corte, sulla frequenza di 5,000 MHz. La potenza del trasmettitore era di 5 kW. Le emissioni iniziarono nel 1951 e terminarono il 1º novembre 1991. Un impulso di 5 cicli (periodi) sinusoidali di una nota a frequenza di 1000 Hz veniva diffuso ad intervalli di 1 secondo UTC; sette di questi impulsi della durata di 5 ms marcavano il minuto intero. Ai minuti 50 e 60 dell'ora veniva emesso, in codice internazionale Morse, il nominativo e l'ora in tempo medio dell'Europa Centrale (Orario A). Un annuncio in fonia in lingua italiana, francese e inglese veniva diffuso all'inizio e alla fine di ciascuna trasmissione.
Gli orari delle emissioni erano della durata di 15 minuti ognuna: 6:45 - 7:00, 8:45 - 9:00, 9:45 - 10:00, 10:45 - 11:00, 11:45 - 12:00, 12:45 - 13:00, 13:45 - 14:00, 14:45 - 15:00, 15:45 - 16:00, 16:45 - 17:00, 17:45 - 18:00.

#### Stazione radioelettrica con nominativo IAM
La stazione IAM di Roma era operata dall'ex Istituto Superiore delle Poste e delle Telecomunicazioni con trasmissione di segnali di tempo sulla frequenza standard di 5000 kHz con una potenza irradiata di circa 1 kW solo durante le ore diurne dei giorni feriali e a orari differenti della IBF di Torino. Fu spenta intorno al 1997.

### Stazioni non facenti parti del servizio internazionale dell'ora

#### Stazione della Associazione ITALCABLE
È attiva una emittente amatoriale non riconosciuta dalla ITU, dal BIPM, e dal Radiocommunication Bureau RB) ma con autorizzazione del Ministero dello sviluppo economico, n.354616/LOR.
Le stazioni trasmittenti dell'associazione ITALCABLE di Viareggio (LU), diffondono da giugno 2012 i segnali di tempo, sulla frequenza di 10000 kHz e 15000 kHz in modulazione di ampiezza, con una potenza irradiata di 90 watt, l'orario è trasmesso in modalità SRC a partire dal 52º secondo 24 ore su 24 su entrambe le frequenze, e annunciato a voce dopo il minuto esatto, inoltre ad ogni minuto 00-15-30-45 viene annunciato il nominativo di stazione e il sito internet in codice Morse.

#### Radio Reloj
Radio Reloj è una stazione radio cubana che oltre a trasmettere notizie, irradia in continuazione un segnale orario costituito da un impulso al secondo che cambia di tono allo scoccare del minuto intero a cui fa seguito l'annuncio in voce seguito dalle lettere RR in codice Morse (•-• •-•) e infine dall'annuncio in voce dell'ora e dei minuti. Particolare attenzione è posta dagli speaker affinché il segnale audio che marca lo scoccare del minuto intero non si sovrapponga alla voce.
Disseminazione Segnale Orario via linea telefonica
Codice Telefonico di Data (CTD)
Dal dicembre 1991, lo IEN (ora INRIM) genera di un codice di data (CTD), distribuito mediante modem su rete telefonica commutata, che può essere utilizzato per sincronizzare orologi di calcolatori o di sistemi automatici per l'acquisizione di dati.
Il messaggio, inviato una volta al secondo, consiste in una sequenza di 80 caratteri ASCII che forniscono la data, l'ora ed ulteriori informazioni riguardanti la datazione e le operazioni effettuate sulla scala di tempo legale. In figura 1 è riportata la stampa di una successione di linee di codice ricevute mediante un modem ed un calcolatore.
```
1996-01-08 12:43:00 CET  10200803310219960108114350090+5+00070 CTD IEN TORINO*
1996-01-08 12:43:01 CET  10200803310219960108114350090+5+00070 CTD IEN TORINO*
1996-01-08 12:43:02 CET  10200803310219960108114350090+5+00070 CTD IEN TORINO*
1996-01-08 12:43:03 CET  10200803310219960108114350090+5+00070 CTD IEN TORINO*
1996-01-08 12:43:04 CET  10200803310219960108114350090+5+00070 CTD IEN TORINO*
1996-01-08 12:43:05 CET  10200803310219960108114350090+5+00070 CTD IEN TORINO*
```

Fig. 1 - Esempio di una successione di linee di codice telefonico di data.
Il formato del codice è stato concordato con i laboratori europei di Austria, Svezia e Olanda ed è stato anche consigliato come standard europeo dall'Ufficio per le Radiocomunicazioni (ex Comitato Consultivo Internazionale per le Radiocomunicazioni (CCIR)). Nella figura 2 vengono indicate nel dettaglio le informazioni contenute nel codice stesso.
Fig. 2 - Diagramma del codice telefonico di data.
S1 : informazioni relative al tempo in vigore in Italia
- A = anno
- B = mese
- C = giorno
- D = ora
- E = minuto
- F = secondo
- G = indicazione dell'ora in vigore, CET (Central Europe Time) nel caso di ora solare, CEST (Central Europe Summer Time) nel caso di ora estiva.
- H = giorno settimana (1 = lunedi')
- I = settimana dell'anno
- J = giorno dell'anno
- K = mese del prossimo cambio da ora solare a ora estiva o viceversa
- L = giorno del prossimo cambio da ora solare a ora estiva o viceversa
- M = ora del prossimo cambio da ora solare a ora estiva o viceversa

S2 : informazioni in Tempo Universale Coordinato (UTC)
- N = anno
- O = mese
- P = giorno
- Q = ora
- R = minuto
- S = data giuliana modificata
- T = DUT1: scarto in decimi di secondo, fra la scala di tempo rotazionale UT1 e quella di riferimento UTC.
- U = mese in cui verra' introdotto il secondo intercalare , il segno + indica l'aggiunta di 1 secondo, il segno - l'eliminazione di 1 secondo.

S3 : altre informazioni
- V = misura del ritardo di ricezione, se il sistema e' abilitato per la misura del ritardo di ricezione del codice, compare il valore misurato, in caso contrario compare 000.
- W = messaggio di 15 caratteri
- X = contrassegno visibile di tempo che convalida la sequenza trasmessa.
- Y = caratteri ASCII che delimitano la sequenza , CR = "carriage return", LF = "line feed", il fronte iniziale del carattere LF rappresenta il contrassegno di tempo che puo' essere utilizzato per la generazione di un impulso elettrico di sincronizzazione.

Il sistema di orologi che genera il codice di data e' anticipato di 70 millisecondi rispetto all'unita' di tempo campione dello IEN, per compensare il ritardo medio di ricezione dei segnali che dipende dalla lunghezza del collegamento telefonico ed dai modem utilizzati.
L'utente puo' ricevere questo messaggio configurando il proprio modem telefonico V.22 a 1200 baud, 8 bit di dato, 1 bit di stop e nessuna parita'. Il servizio CTD è accessibile chiamando il numero Audiotel 166.11.46.15
Il Tempo di Internet - Codice Telefonico di Data (inrim.it)